# Gunnar Holmberg
Gunnar Holmberg (6 maggio 1897 – 21 ottobre 1975) è stato un calciatore svedese, di ruolo centrocampista.

## Carriera

### Club
Giocò sempre il campionato svedese.

### Nazionale
Con la sua Nazionale partecipò ai Giochi olimpici del 1924, nei quali conquistò la medaglia di bronzo.